# Churchill Cup 2006
La Churchill Cup 2006 fue la cuarta edición de la competencia de rugby hoy extinta.
Comenzó el 3 de junio y el 17 del mismo mes. 
Los Māori All Blacks se consagraron campeones al vencer en la final a Escocia A.

## Posiciones

### Grupo A
| Pos. | Equipo       | Encuentros | Encuentros | Encuentros | Encuentros | Tantos  | Tantos    | Tantos     | Puntos |
| Pos. | Equipo       | jugados    | ganados    | empatados  | perdidos   | a favor | en contra | diferencia | Puntos |
| ---- | ------------ | ---------- | ---------- | ---------- | ---------- | ------- | --------- | ---------- | ------ |
| 1    | Escocia A    | 2          | 2          | 0          | 0          | 28      | 17        | + 11       | 8      |
| 2    | Inglaterra A | 2          | 1          | 0          | 1          | 48      | 24        | + 24       | 6      |
| 3    | Canadá       | 2          | 0          | 0          | 2          | 21      | 56        | - 35       | 1      |

| 3 de junio | Escocia A | 13 – 7 | Inglaterra A |  |  |

| 7 de junio | Canadá | 10 – 15 | Escocia A |  |  |

| 10 de junio | Canadá | 11 – 41 | Inglaterra A |  |  |

### Grupo B
| Pos. | Equipo           | Encuentros | Encuentros | Encuentros | Encuentros | Tantos  | Tantos    | Tantos     | Puntos |
| Pos. | Equipo           | jugados    | ganados    | empatados  | perdidos   | a favor | en contra | diferencia | Puntos |
| ---- | ---------------- | ---------- | ---------- | ---------- | ---------- | ------- | --------- | ---------- | ------ |
| 1    | Māori All Blacks | 2          | 2          | 0          | 0          | 101     | 89        | + 12       | 10     |
| 2    | Irlanda A        | 2          | 1          | 0          | 1          | 34      | 40        | - 6        | 5      |
| 3    | Estados Unidos   | 2          | 0          | 0          | 2          | 19      | 102       | -83        | 0      |

| 3 de junio | Estados Unidos | 13 – 28 | Irlanda A |  |  |

| 7 de junio | Estados Unidos | 6 – 74 | Māori All Blacks |  |  |

| 10 de junio | Irlanda A | 6 – 27 | Māori All Blacks |  |  |

### Quinto puesto
| 17 de junio | Estados Unidos | 18 – 33 | Canadá |  |  |

### Tercer puesto
| 17 de junio | Irlanda A | 30 – 27 | Inglaterra A |  |  |

## Final
| 17 de junio | Māori All Blacks | 52 - 17 | Escocia A |  |  |